# SN 2007gk
SN 2007gk – supernowa typu Ia odkryta 5 sierpnia 2007 roku w galaktyce M+11-20-27. W momencie odkrycia miała maksymalną jasność 18,90m.